# Monestir de Dafní
El monestir de Dafní o (en grec: Δαφνί), o Dàfnion (Δάφνιον), està situat a 11 km al nord-oest del centre d'Atenes, a Khaidari. Està situat a prop del bosc del mateix nom, a la via sagrada que conduïa a l'Eleusis.
Va ser fundat cap a finals del segle vi cristianitzant l'emplaçament del santuari d'Apol·lo Daphnaios que havia estat profanat pels gots el 395, i reutilitzant les columnes jòniques de l'antic temple en el seu pòrtic, de les quals només resta una d'original. Les altres van ser traslladades a Londres per Thomas Bruce, setè comte d'Elgin.
L'església principal (Katholikon), un magnífic exponent de l'art romà d'Orient del segle xi, és de planta octogonal, coronada per una cúpula, i acull el conjunt de mosaics millor conservats de l'època de la dinastia dels Comnens (cap a l'any 1100); s'hi aprecia l'evolució des de trets austers i hieràtics típics de l'època macedònica i representats per la famosa imatge de Crist Pantocràtor (a la cúpula), cap a un estil més íntim i refinat, visible a la imatge de Sant Joaquim davant de l'Àngel.
Després que església va ser saquejada pels croats el 1205, Otó de la Roche, duc d'Atenes, el va donar a l'abadia cistercenca de Bellevaux. Els monjos francesos van reconstruir l'exonàrtex; hi realitzaren altres canvis fins que els turcs els van expulsar i van retornar el monestir a una congregació ortodoxa el 1458. A poc a poc, el claustre va anar caient pel seu mal estat. El monestir va ser dissolt per les autoritats otomanes el 1821, s'hi inicià una restauració el 1888. El monestir va ser declarat Patrimoni de la Humanitat el 1990. Greument afectat pel terratrèmol de 1999, el monestir de Dafní està actualment tancat al públic a causa de les obres de restauració.